# Пам'ятник Ватутіну (Київ)
Пам'ятник Ватутіну — колишній монумент в м. Києві, над могилою радянського військового діяча, Героя Радянського Союзу, генерала армії Миколи Ватутіна.

## Історія
Встановлений 25 січня 1948 при вході в Маріїнський парк з боку вулиці Михайла Грушевського в Печерському районі Києва, неподалік будівлі Верховної Ради України.
Автори  — скульптор Євген Вучетич, архітектор Яків Білопільський, мозаїка художника-монументаліста Степана Кириченка, барельєфи скульптора Петра Ульянова.
Протягом 9—10 лютого 2023 року пам'ятник було демонтовано: 9 лютого знято скульптуру Ватутіна, а наступного дня — верхню частину постаменту (куб вагою 24 т із написом та барельєфами).

## Опис
Розміри пам'ятника: висота скульптури — 3,65 м, постаменту та цоколя — 4,5 м, площа мозаїчного панно — 35 м².
Фігура Миколи Ватутіна в повний зріст у шинелі, висічена з блоку сірого граніту та встановлена на прямокутному постаменті. Постамент і цоколь, що має форму зрізаної піраміди, виготовлені з блоків чорного лабрадориту.
По периметру постамент облямовують лаврові бронзові гірлянди. На торцях вирізані два рельєфи, які відтворюють епізоди форсування Дніпра та зустрічі українського народу з окупантами (скульптор П. Ульянов). На лицьовій стороні бронзовими літерами викарбувано напис: «Герою Радянського Союзу генералу Ватутіну від українського народу».
Могила оточена невисоким гранітним бордюром та вкрита симетрично розташованими кольоровими мозаїчними композиціями, що символізують військову доблесть, безсмертя подвигу — прапори, смолоскипи, орденські стрічки, об'єднані фризом з листя лавра та дуба, а також орденів (художник С. Кириченко). В центрі мозаїчного панно встановлена гранітна плита з присвятою: «Вірний син більшовицької партії, талановитий полководець Червоної Армії, командував Першим Українським фронтом генерал армії Ватутін М. Ф. 1901-1944».
Нині мозаїчне панно демонтоване.

## Вплив надпису на пам'ятнику на текст Конституції України
Напередодні ухвалення 28 червня 1996 Конституції України у Верховній Раді бракувало необхідних як мінімум 300 голосів для того, щоб текст Конституції починався словами «Верховна Рада України від імені Українського народу...», оскільки найчисельніша фракція КПУ наполягала на формулюванні «Народу України». Тоді тодішній заступник голови НРУ Олександр Лавринович у своєму виступі у Верховній Раді 21 червня 1996 сказав 
До речі,  для тих, хто зараз наполегливо виступав як  опонент,  раджу  підійти  до  пам'ятника Ватутіну,  що  отут  поруч  поставлений  за  рішенням  ЦК КПУ,  і подивитись,  що там написано:  "Генералові Ватутіну від  вдячного українського народу".  Це написали попередники тих, хто зараз тут кричить проти цього терміна.
і це мало вирішальний вплив на те, що в Конституція була прийнята зі словами «Українського народу».

## Акції протесту проти пам'ятника
- 19 квітня 2017 року націоналісти повісили на пам’ятник Ватутіну табличку “Кат”[7].
- 13 квітня 2018 року пам'ятник облили червоною фарбою[8].
- 14 жовтня 2018 року націоналісти анонсували акцію з повалення пам'ятника, проте поліція завадила їм[9].
- 7 листопада 2019 року невідомі обмалювали пам'ятник[10].
- 10 лютого 2020 року невідомі облили пам'ятник зеленкою[11]
- 4 травня 2020 року петиція на сайті Київської міської ради про демонтаж пам'ятника набрала необхідні для розгляду 10000 голосів[12].